# سنت پیتر چرستس
سنت پیتر چورستس روستایی در کشور کرواسی است.

## جمعیت‌شناسی
| بررسی شمار ساکنان در سال | بررسی شمار ساکنان در سال | بررسی شمار ساکنان در سال | بررسی شمار ساکنان در سال | بررسی شمار ساکنان در سال | بررسی شمار ساکنان در سال | بررسی شمار ساکنان در سال | بررسی شمار ساکنان در سال | بررسی شمار ساکنان در سال | بررسی شمار ساکنان در سال | بررسی شمار ساکنان در سال | بررسی شمار ساکنان در سال | بررسی شمار ساکنان در سال | بررسی شمار ساکنان در سال | بررسی شمار ساکنان در سال |
| ------------------------ | ------------------------ | ------------------------ | ------------------------ | ------------------------ | ------------------------ | ------------------------ | ------------------------ | ------------------------ | ------------------------ | ------------------------ | ------------------------ | ------------------------ | ------------------------ | ------------------------ |
| ۱۸۵۷                     | ۱۸۶۹                     | ۱۸۸۰                     | ۱۸۹۰                     | ۱۹۰۰                     | ۱۹۱۰                     | ۱۹۲۱                     | ۱۹۳۱                     | ۱۹۴۸                     | ۱۹۵۳                     | ۱۹۶۱                     | ۱۹۷۱                     | ۱۹۸۱                     | ۱۹۹۱                     | ۲۰۰۱                     |
| ۱۱۱۲                     | ۱۱۱۲                     | ۱۰۸۴                     | ۱۳۳۹                     | ۱۶۳۸                     | ۱۶۹۶                     | ۱۶۱۴                     | ۱۶۷۵                     | ۱۶۷۸                     | ۱۶۷۵                     | ۱۵۴۳                     | ۱۳۸۲                     | ۱۱۳۰                     | ۹۵۶                      | ۷۷۳                      |